# Лафмеджан
Лафмеджан (перс. لفمجان) — дегестан в Ірані, в Центральному бахші, в шагрестані Ляхіджан остану Ґілян. За даними перепису 2006 року, його населення становило 6353 особи, які проживали у складі 2132 сімей.

## Населені пункти
До складу дегестану входять такі населені пункти:
- Базар-Дег
- Базарсар-е-Лафмеджан
- Бала-Махале-Лафмеджан
- Бала-Махале-Пашакі
- Бала-Шад-Дег
- Біджар-Боне
- Ґуке
- Ґушкеджан
- Джовпіш
- Кія-Сара
- Коланґаран
- Корд-Махале
- Ламак-Махале-Лафмеджан
- Лахашар
- Паїн-Махале-Лафмеджан
- Паїн-Махале-Пашакі
- Паїн-Шад-Дег
- Хубдег
- Шіва